# Gente che conosco
Gente che conosco è un album del cantautore italiano Franco Simone, pubblicato dall'etichetta discografica che porta il nome dell'artista e distribuito dalla WEA nel 1982.
L'album è prodotto da Roberto Dané. I brani sono interamente composti dall'interprete, mentre gli arrangiamenti sono curati da Pinuccio Pirazzoli.
Dal disco vengono tratti i singoli Sogno della galleria/Io e Firenze e Gente che conosco/Maquillage.
Sogno della galleria partecipò al Festivalbar 1982.

## Tracce

### Lato A
1. Sogno della galleria
2. Leopardi
3. Maquillage
4. Gente che conosco

### Lato B
1. Le nuove canzoni
2. Sogno dell'esame
3. Francesca
4. Io e Firenze

## Formazione
- Franco Simone – voce
- Juan Carlos Biondini – chitarra
- Alfredo Golino – batteria
- Rosanna Nicolosi – basso
- Ernesto Massimo Verardi – chitarra
- Gaetano Leandro – sintetizzatore, ARP
- Maurizio Preti – percussioni
- Pinuccio Pirazzoli – chitarra elettrica, basso, vocoder, pianoforte
- Cosimo Fabiano – basso
- Ellade Bandini – batteria
- Renè Mantegna – percussioni
- Claudio Bazzari – chitarra elettrica, slide guitar, chitarra a 12 corde
- Ornella Cherubini, Betty Maineri, Giulia Fasolino – cori